# 1697
1697 (MDCXCVII) a fost un an obișnuit al calendarului gregorian, care a început într-o zi de duminică.

## Nașteri
- 6 august: Carol VII, împărat roman (d. 1745)
- 7 octombrie: Canaletto (n. Giovanni Antonio Canal), pictor italian (d. 1768)

## Decese
- 5 aprilie: Carol al XI-lea, 41 ani, rege al Suediei (n. 1655)
- 27 septembrie: Valentin Frank von Franckenstein, 53 ani, poet și traducător german, născut în Transilvania (n. 1643)